# Peter Hickman
Peter Hickman (Burton upon Trent, 8 aprile 1987) è un pilota motociclistico britannico plurivincitore del Tourist Trophy e del Gran Premio di Macao.

## Carriera
La maggior parte della sua carriera motociclistica si svolge nell'ambito del British Superbike Championship dove, pur non centrando mai il titolo, è tra i piloti più presenti della serie con quasi cinquecento Gran Premi disputati. In questa circostanza guida per Honda, Yamaha, Kawasaki e BMW. Nel 2008, all'età di ventuno anni, fa il suo esordio in una competizione internazionale su pista: prende parte, in qualità di wild card, alle ultime quattro gare della Superstock 1000 FIM Cup dove, in sella ad una YZF-R1, sfiora la zona punti a Donington. Nel 2012 è chiamato a sostituire l'infortunato John Hopkins nel Gran Premio d'Europa del mondiale Superbike. Grazie al nono posto in gara due conquista i primi punti iridati.
Sempre come sostituto, in questo caso di Markus Reiterberger, nel 2019 prende parte al Gran Premio di Gran Bretagna prendendo punti sia in gara uno che in gara due. Nel 2022 è chiamato a disputare due Gran Premi, sia come wild card che come sostituto, raccogliendo ancora qualche punto.
Ben più ricca di successi è la sua carriera nelle corse su strada dove può vantare, in diverse categorie, quattordici successi e svariati record nel Tourist Trophy oltre a quattro vittorie (2015, 2016, 2018 e 2023 tutte con BMW) nella manifestazione motociclistica del Gran Premio di Macao.

## Risultati nel mondiale Superbike
| 2012 | Moto   |  |  |  |  |  |  |  |  |    |   |  |  |  |  |  |  |  |  |  |  |  |  |  |  |  |  |  |  | Punti | Pos. |
| ---- | ------ |  |  |  |  |  |  |  |  | -- | - |  |  |  |  |  |  |  |  |  |  |  |  |  |  |  |  |  |  | ----- | ---- |
| 2012 | Suzuki |  |  |  |  |  |  |  |  | NC | 9 |  |  |  |  |  |  |  |  |  |  |  |  |  |  |  |  |  |  | 7     | 30º  |

| 2019 | Moto |  |  |  |  |  |  |  |  |  |  |  |  |  |  |  |  |  |  |  |  |  |   |     |    |  |  |  |  |  |  |  |  |  |  |  |  |  |  |  |  |  |  | Punti | Pos. |
| ---- | ---- |  |  |  |  |  |  |  |  |  |  |  |  |  |  |  |  |  |  |  |  |  | - | --- | -- |  |  |  |  |  |  |  |  |  |  |  |  |  |  |  |  |  |  | ----- | ---- |
| 2019 | BMW  |  |  |  |  |  |  |  |  |  |  |  |  |  |  |  |  |  |  |  |  |  | 7 | Rit | 11 |  |  |  |  |  |  |  |  |  |  |  |  |  |  |  |  |  |  | 14    | 21º  |

| 2022 | Moto |  |  |  |  |  |  |  |  |  |  |  |  |    |    |    |    |    |    |  |  |  |  |  |  |  |  |  |  |  |  |  |  |  |  |  |  |  |  |  |  |  |  | Punti | Pos. |
| ---- | ---- |  |  |  |  |  |  |  |  |  |  |  |  | -- | -- | -- | -- | -- | -- |  |  |  |  |  |  |  |  |  |  |  |  |  |  |  |  |  |  |  |  |  |  |  |  | ----- | ---- |
| 2022 | BMW  |  |  |  |  |  |  |  |  |  |  |  |  | 22 | 16 | 19 | 22 | 19 | 14 |  |  |  |  |  |  |  |  |  |  |  |  |  |  |  |  |  |  |  |  |  |  |  |  | 2     | 30º  |

| Legenda | 1º posto        | 2º posto            | 3º posto           | A punti      | Senza punti        | Grassetto – Pole position Corsivo – Giro più veloce |
| Legenda | Gara non valida | Non qual./Non part. | Ritirato/Non class | Squalificato | '-' Dato non disp. | Grassetto – Pole position Corsivo – Giro più veloce |